# تاکایوشی اونو
تاکایوشی اونو (انگلیسی: Takayoshi Ono؛ زادهٔ ۳۰ آوریل ۱۹۷۸) بازیکن فوتبال اهل ژاپن است.